# Казинка (приток Дона)
Кази́нка — река в России, протекает по Павловскому району Воронежской области. Левый приток Дона.

## География
Река Казинка берёт начало у села Варваровка. Течёт на юго-запад по равнинной местности. Устье реки находится у села Большая Казинка в 1125 км по левому берегу реки Дон. Длина реки составляет 24 км, площадь водосборного бассейна — 160 км².

## Данные водного реестра
По данным государственного водного реестра России относится к Донскому бассейновому округу, водохозяйственный участок реки — Дон от города Павловск и до устья реки Хопёр, без реки Подгорная, речной подбассейн реки — бассейны притоков Дона до впадения Хопра. Речной бассейн реки — Дон (российская часть бассейна).
Код объекта в государственном водном реестре — 05010101212107000004348.